# Кухалашвілі Володимир Костянтинович
Володи́мир Костянти́нович Кухалашві́лі (3 січня 1949 року, м. Тернопіль — 12 травня 2006 року, м. Київ) — український поет, перекладач, літературознавець. Кандидат філологічних наук (1981). Член НСПУ (1989).

## Життєпис
Під час служби в армії нагороджений медаллю "За бойові заслуги" за участь в єгипетсько-ізраїльській війні Стельмах Д. Скелети в письменницьких шафах
У 1971 році закінчив Київський університет.
У 1975—1990 рр. — працював в Інституті літератури АН УРСР (м. Київ) перекладачем.

## Літературна і наукова діяльність
Із 1965 року почав друкуватися. Писав українською та російською мовами.
Головні мотиви творчості — чистота людської душі та розуміння трагічності того, що відбувається у світі; талант як уміння відтворити об'єктивну реальність.
Наукові дослідження стосувалися американської, африканської літератур та літератур народів СРСР.
Автор:
- праць «Назим Хікмет» (1976), «Ф. С. Фицджеральд и американский литературный процесс 20-х — 30-х гг. ХХ века» (1983);
- збірки поезій для дітей «Лісовий ліхтарик» (1978), «Як побачити вітер?» (1980);
- віршів і перекладів «Короче вдоха» (Київ, 1998), «Век уходящий» (Москва, 2000);
- перекладів «Африканські прислів'я та приказки» (Київ, 1983) та роману «Солнце рождается в океане» В. Джологуа (Москва, 1988).